# Římskokatolická farnost Supíkovice
Římskokatolická farnost Supíkovice je územní společenství římských katolíků v rámci děkanátu Jeseník ostravsko-opavské diecéze.

## Historie
Supíkovice jsou uváděny v roce 1284 jako majetek vratislavského biskupství. Místní kostel svaté Hedviky je poprvé připomínán v roce 1651, ač dle zachovaných architektonických detailů je starší.
Farnost má duchovního správce, který sídlí v Jeseníku a duchovní službu vykonává excurrendo. Administrátor farnosti Supíkovice dále spravuje farnosti Velké Kunětice a Stará Červená Voda.

## Bohoslužby
| Kostel             | Místo      | Bohoslužba   | Bohoslužba | Poznámka     |
| ------------------ | ---------- | ------------ | ---------- | ------------ |
| Kostel sv. Hedviky | Supíkovice | neděle pátek | 7.30 17.00 | farní kostel |

## Seznam duchovních správců
- 1822–1845 R.D. Josef Neugebauer
- 1845–1864 R.D. Johann Tinz
- 1864 R.D. Josef Weindlich
- 1864–1871 R.D. Gedeon Appel
- 1871–1890 R.D. Emanuel Brosig
- 1890–1895 R.D. Josef Eichinger
- 1895–1918 R.D. Rudolf Hofmann
- 1918–1932 R.D. Alois Kraus
- 1932–1933 R.D. Alois Starker
- 1933–1948 R.D. Hermann Wagner
- 1948–1950 R.D. Vladislav Marciniak
- 1950–1958 R.D. Bohuslav Rusek
- 1958–1972 R.D. Ervín Morcinek
- 1972–1990 R.D. Josef Čichoň
- 1990–2019 R.D. František Baroš, SDB
- 2019–2023 R.D. Jiří Marek Kotrba, OSLJ
- od 6. 5. 2023 R.D. Mgr. Stanislav Kotlář